# Wetzstein (Frankenwald)
Der Wetzstein ist ein Berg der Nordabdachung des Frankenwaldes und mit 792,7 m ü. NHN der höchste in Ostthüringen. Er liegt bei Brennersgrün im thüringischen Landkreis Saalfeld-Rudolstadt. Auf ihm steht der Aussichtsturm Altvaterturm.

## Geographische Lage
Der Wetzstein erhebt sich am Übergang des Frankenwaldes zum Thüringer Schiefergebirge im Naturpark Thüringer Schiefergebirge/Obere Saale nahe der Grenze zum Naturpark Frankenwald im Südwesten. Sein Gipfel liegt 3,3 km südlich der Kernstadt von Lehesten. Die Lehestener Ortsteile Brennersgrün und Röttersdorf liegen südöstlich und nordöstlich davon.
Über die Südflanke des Berges verläuft der historische Grenzweg Rennsteig.

## Schutzgebiete
Auf der West- und Nordwestflanke des Wetzsteins liegt das Naturschutzgebiet Staatsbruch (CDDA-Nr. 319132; 1998 ausgewiesen; 92,39 ha groß) und Teil des Fauna-Flora-Habitat-Gebiets Schieferbrüche um Lehesten (FFH-Nr. 5534-301; 2,41 km²). Auf dem Berg befinden sich auch Teile des Landschaftsschutzgebiets Thüringer Schiefergebirge (CDDA-Nr. 378705; 2006; 264,8006 km²) und des Vogelschutzgebiets Frankenwald – Schieferbrüche um Lehesten (VSG-Nr. 5535-420; 72,09 km²).

## Bauwerke

### Bismarckturm
Von der Gipfelregion des Wetzsteins kann man unter anderem bis nach Leipzig blicken. Der Thüringer-Wald-Verein errichtete nahe dem Berggipfel 1902 einen 22 m hohen Aussichtsturm und nannte ihn Bismarckturm (⊙). Ein reger Ausflugs- und Fremdenverkehr entwickelte sich. Während des Kalten Krieges lag der Berg erst im Grenzbereich zwischen der Sowjetzone und den westlichen Besatzungszonen und von 1961 bis 1989/1990 im Sperrgebiet der innerdeutschen Grenze, so dass der Ausflugsverkehr zum Erliegen kam. Der zuletzt baufällige Turm wurde am 27. Juli 1979 gesprengt.

### NVA-Stützpunkt
Auf dem Wetzstein befand sich im Grenzsperrgebiet ein Stützpunkt der Nationalen Volksarmee (NVA) zur Luftüberwachung.

### Altvaterturm
Im Jahr 2000 wurde 530 m nordnordöstlich des Wetzsteingipfels und 350 m nordnordöstlich des einstigen Bismarckturms mit dem Bau des 35,8 m hohen Altvaterturms (⊙) begonnen, der im August 2004 fertiggestellt wurde. Erbauer waren Heimatfreunde aus Sudeten-Schlesien, die 1976 in Langgöns den Altvaterturm-Verein gegründet hatten. Der Turm ist eine Nachbildung des Turmes, der bis 1959 auf dem Praděd (Altvaterberg) im Altvatergebirge gestanden hatte. Der Standort im südöstlichen Thüringer Wald wurde gewählt, weil er der bewaldeten und bergigen Umgebung des Altvatergebirges ähnelt. Der neu errichtete Turm soll an die verloren gegangene Heimat der Heimatvertriebenen erinnern. In der Kapelle im Untergeschoss sind Ortsgedenktafeln für Städte und Gemeinden angebracht, aus denen Sudetendeutsche 1945/46 vertrieben wurden. Im Erdgeschoss befindet sich eine Gaststätte, die mit farbigen Holzwappen ausgeschmückt ist. In den Obergeschossen werden einzelne Räume für Ausstellungen zu den ehemaligen deutschen Siedlungsgebieten genutzt. Im neunten und obersten Geschoss befindet sich eine Aussichtsplattform.

## Schieferpark Lehesten
Auf dem unteren Teil des Wetzstein-Nordwesthangs liegt in einem ehemaligen Schiefertagebau der Schieferpark Lehesten, der als technisches Denkmal ausgewiesen ist. Die Thüringisch-Fränkische Schieferstraße führt an dem 105 Hektar großen Areal vorbei.